# コメンテーター
コメンテーター（en:commentator、もしくはpundit）とは、特定の分野 (一般的には政治、時事問題、社会科学、科学技術、スポーツ等) についてマスメディアに意見や解説を提供する者。
日本のマスコミにおけるコメンテーターとは、テレビ、ラジオなどのニュース番組やワイドショー（情報番組）などで自らの考えや意見を述べる者を指す。学術的な集会や大学院等の高等教育でのコメンテーターは別の存在である。

## 概要
テレビ番組などで、自分の意見や考えを述べる人を指す。研究者や文化人などの有識者、実務経験者（医者や弁護士）、ジャーナリストが多いが、専門知識を有さないタレントがコメンテーターとして出演することもある。
コメンテーターの役割として、一般視聴者の代弁者となることで視聴者の共感や反感を呼び、番組の内容を視聴者の身近なものと認識させる、番組制作者の意見を代弁する、番組の流れにアクセントをつけるという役割がある。一方で、コメンテーターの視野の狭さ、無難なコメントの多さ、奇抜さを狙ったキャラクター作り、コメンテーターに依存するテレビ局の存在などが問題視される。
コメンテーターの発言内容が不適切だったり、事実と異なったりした場合に、SNS上で炎上することもあり、後日謝罪することもある。
欧米、アジア、中東のニュース番組ではアンカーマン制を取っており、討論番組とニュース番組の差別化が図られているため、日本のニュース番組の様にストレートニュースの中で解説をする番組は存在しない。

## 歴史（日本）
日本においては太平洋戦争中は放送局は日本の政府や大本営側がねつ造する情報を垂れ流しにしていたが（大本営発表など）、太平洋戦争後に報道が政権を監視する役割を担うようになり、そして昭和後期など報道番組が「ワイドショー化」する以前は、ひとつのニュースごとにクロスオーナーシップ及びテレビ局と資本関係の結び付きのある新聞社の編集委員、放送局の解説委員、ならびに通信社の編集委員、外部の専門家や専門性の高い評論家等が加わり、ニュース解説を行っていた。
コメンテーターがテレビにはじめて登場するのは、1974年のNHK『ニュースセンター9時』とされる。1985年、テレビ朝日が『ニュースステーション』でメインキャスターに久米宏を起用し、報道番組にトークを持ち込んだ。1980年代後半以降はニュース番組の「ワイドショー化」が進み、一人のコメンテーターが複数のニュースを解説するようになった。そのため、解説の専門性は低下し、コメンテーター個人意見の比率が高くなった。また、報道番組とワイドショーのコメンテーターの人選には歴然とした区別があった。報道番組のコメンテーターには編集委員・解説委員等がキャスティングされ、ワイドショーのコメンテーターは、庶民の声の代弁者であり、専門家としての役割は求められず、イエロージャーナリズムである芸能人のゴシップへの無責任なコメントを売り物にしていた。
1995年3月20日に発生した地下鉄サリン事件以降のオウム真理教事件の報道で、ワイドショーにおいても時事問題を積極的に扱うようになり、必然的にコメンテーターのキャスティングで弁護士やジャーナリストを積極的に起用し、時事問題をコメントするようになった。庶民の声と称して、番組にある種の政治的傾向を帯びさせたり、かなりつっこんだ指摘をすることも可能となったが、報道する側と報道される側の区別はあった。
2010年代になると右派の若手知識人が新興富裕層の支配するあたらしいメディアに支えられて台頭する。
2020年の新型コロナウイルス感染症の流行時に、医学的知識が無いコメンテーターの無責任な発言により、コメンテーター不要論やコメンテーターの倫理を求める声が出た。
2022年、安倍晋三元総理が暗殺され、国葬が行われた際、テレビ朝日社員のコメンテーター玉川徹が「国葬に電通が入っている」と発言し、翌日に謝罪、謹慎する事態に追い込まれた。この件でも、コメンテーターの責任を問う声が噴出した。
一方で、コメンテーターがコメントを避けることで批判される場合もある。
2023年、市川猿之助が母親の自殺ほう助をした件について、「DayDay」（日本テレビ系）で、山里亮太は「これからは法律で決まったこと、法が裁くこと以外に関しては、勝手なことを言うべきではないと思う」と発言したところ、賛否両論が寄せられた。
2024年、お笑い芸人の松本人志の性加害疑惑が『週刊文春』に報じられ、各局ワイドショーで取り扱われた。多くのコメンテーターが「まだ事実かどうかはわからない」旨の発言をした。この発言に対して、上沼恵美子は「『何もわかってないからコメントできません』は誰でも言える。それをコメントするのがコメンテーターやで」「『今、何とも分かってません』というのは法律家。コメンテーターはそんな（発言をするのは）思い上がりやわ。意見言えませんと言った方がいいわ」と発言した。